# Rodovia Luís Augusto de Oliveira

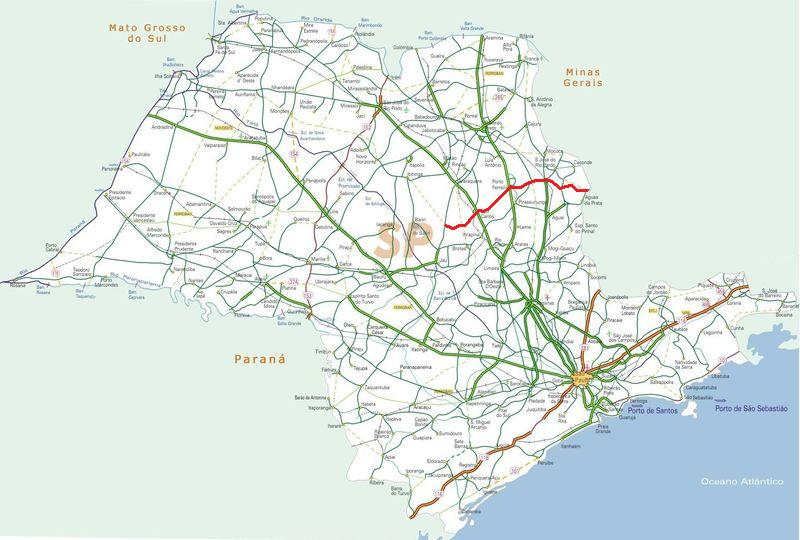
L'autoroute, en rouge

La  Rodovia Luís Augusto de Oliveira est une autoroute de l'État de São Paulo au Brésil codifiée SP-215.